# Lachenalia ameliae
Lachenalia ameliae — вид рослин родини холодкові (Asparagaceae). Ендемік Південно-Африканської Республіки.

## Назва
Рослина названа на честь південноафриканської ботанікині Анни Амелії Обермеєр.

## Поширення
Вид поширений в Північнокапській та Західнокапській провінціях. Трапляється від Танква-Кару до Монтегю, Беррідейла та Каліцдорпа.

## Загрози
Рослині загрожує надмірний випас худоби та вирощування сільськогосподарських культур, особливо в Літтл-Кару, де уражено 80% її середовища існування.